# Костас Хадзихристос
Костас Хадзихристос (на гръцки: Κώστας Χατζηχρήστος) е един от най-популярните гръцки комични киноактьори от XX век, известен с ролите си на селянин.

## Биография
Роден е в 1921 година в македонския град Солун, Гърция, в семейство на гърци бежанци от Цариград. Малко след раждането на Костас семейството се установява в Панграти в Атина. Костас учи във военно училище на Сирос, но го оставя в полза на театъра. Завършва образованието си след Втората световна война и започва да играе с трупата на Лукис Милонас. След краткотраен брак се установява в Атина и играе в различни вариатета. През 1949 година е в музикалната трупа на Кулас Николаидис и се жени за сестра му Мария.